# Scooba
Scooba város az Amerikai Egyesült Államok Mississippi államában, Kemper megyében. Lakosainak száma 744 fő (2020. április 1.).

## Népesség
A település népességének változása:

| 2010 | 732 |
| 2020 | 744 |